# Alfred Freddy Krupa

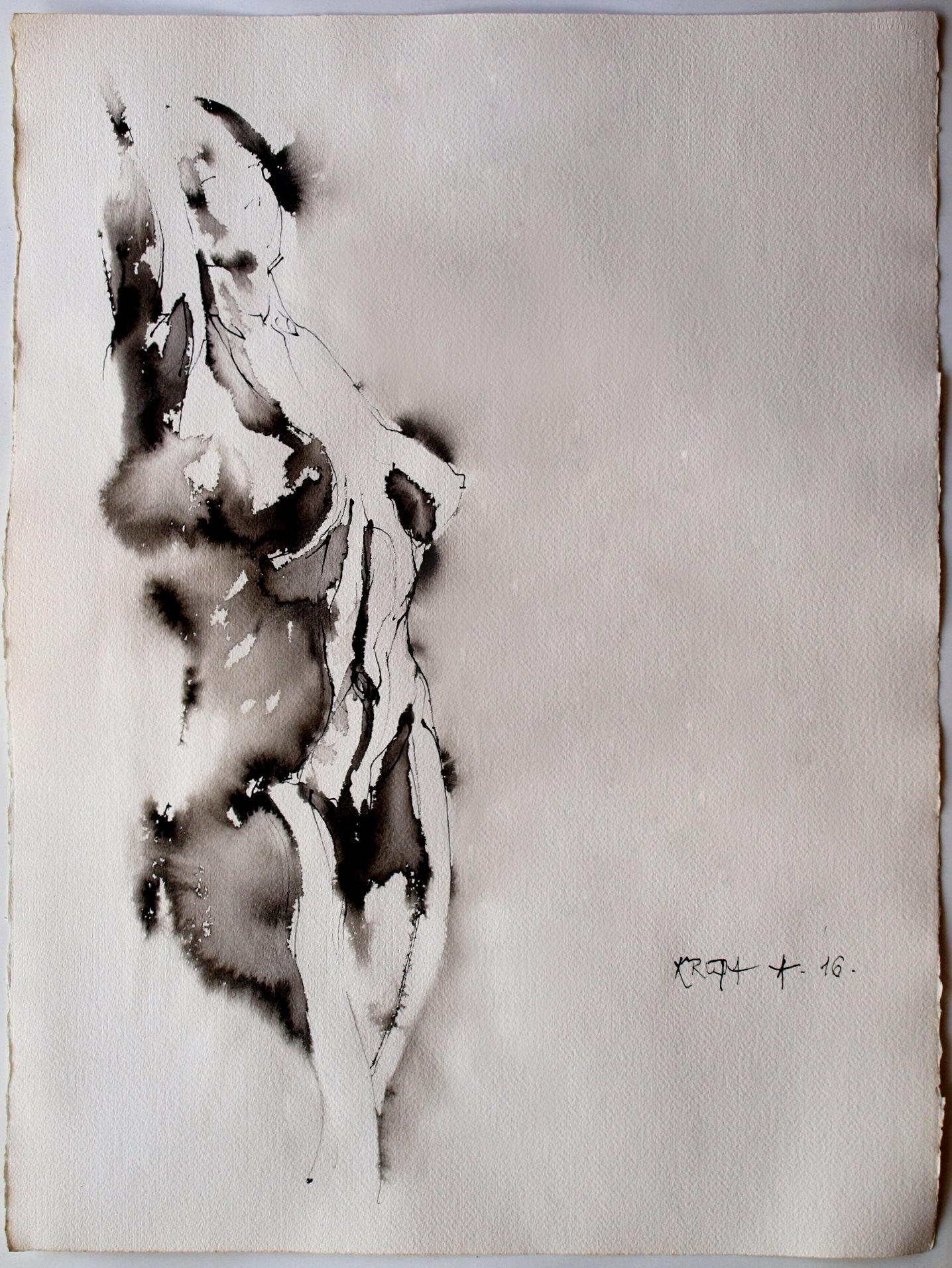
A standing nude

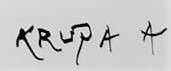
Assinatura artística do pintor Alfred Freddy Krupa

Alfred Freddy Krupa (Krūppa) GCCR (14 de junho de 1971, Karlovac, Iugoslávia) é um pintor contemporâneo croata, mestre desenhista, artista literário, fotógrafo de arte e professor de arte . A British Aesthetica descreve Krupa como uma força pioneira no movimento New Ink Art, pelo qual ele ganhou reconhecimento internacional. 
Em outubro de 2020, com o Índice de popularidade histórica (HPI) do Massachusetts Institute of Technology de 47,05, Alfred Freddy Krupa é o 80º pintor vivo mais famoso, o 5º pintor croata mais famoso e o mais famoso pintor croata vivo.

## Biografia

### Formação
Krupa se formou em 1995 na Academia de Belas Artes da Universidade de Zagreb (fundado em 1907 como Royal College for Arts and Crafts (croata: Kraljevsko zemaljsko više obrazovalište za umjetnost i umjetni obrt). Krupa também estudou História da Arte (não -degree research) na Universidade de Zagreb (1997,1998) e em 1998/99 como o estudante de pós-graduação (The Monbukagakusho Scholarship (文 部 科学 省 奨 学 金, Monbukagakushō Shōgakukin)) na Tokyo Universidade Gakugei (東京 学 芸 大学) ou Gakudai (学 大). Em 2005, Krupa concluiu os estudos adicionais de educação artística e recebeu o título formal permanente de 'Professor de Desenho e Pintura' pelo Instituto Estatal Croata de Educação (hoje 'Agência de Educação e Formação de Professores' - ETTA / AZOO).

### Pintura a tinta moderna
Alfred Freddy Krupa foi extensivamente pesquisado por The Allgemeines Kunstlerlexikon (AKL) - Dicionário Biográfico Mundial de Artistas. AKL em seu artigo escreve sobre o artista: 'Em seu manifesto (New Ink Art Manifesto, 1996, publ. 2019), Krupa descreve sua pintura a tinta como uma interpretação da arte moderna ocidental com os meios da técnica de tinta do Leste Asiático, como uma combinação de pintura contemporânea e caligrafia tradicional chinesa-japonesa. A este respeito, ele é considerado o principal representante da pintura a tinta europeia moderna'.
'A redução artística cromática e formal de Freddy seguiu a abordagem do Oriente, onde todo o desenho é frequentemente reduzido a um único movimento contínuo. A linha pintada representa o fluxo dos pensamentos e emoções do artista no momento. Freddy começou a interpolar isso com o expressionismo e Art Informel do Ocidente, e mais uma vez criou singularidade no estilo artístico, ganhando aceitação e reconhecimento internacional dos Estados Unidos para a China '(A.Vranković, Overcoming A Personal Holocaust, Life As A Human , Canadá, 2019).

### A posição
De acordo com o relatório da pesquisa do Instituto Badan Rynkowych (Varsóvia, Polônia) de 2007, Krupa aparece entre os 70 artistas mais procurados atualmente em trabalho / criação nas futuras coleções de o Museu de Arte Moderna de Varsóvia (MSN). O algoritmo Artfacts.net Global Artists Ranking posicionou A. F. Krupa entre os dez primeiros pintores modernos do mundo, com base na história de exposições internacionais. Em 2018, Krupa se tornou o primeiro artista croata vivo a ser incluído na lista de pintores famosos de Ranker. Ranker é uma popular empresa de mídia digital com sede em Los Angeles.